# Rapid City Rush
Rapid City Rush – amerykański klub hokeja na lodzie z siedzibą w Rapid City (Dakota Południowa).

## Historia
Od roku założenia 2008 drużyna występowała w rozgrywkach CHL. W 2014 klub został zatwierdzony w gronie siedmiu nowych uczestników ligi ECHL
Drużyna została zespołem farmerskim dla klubów Tucson Roadrunners z AHL oraz Arizona Coyotes z NHL.

## Sukcesy
- Mistrzostwo w sezonie regularnym CHL: 2008, 2019
- Mistrzostwo dywizji CHL: 2011
- Ray Miron President's Cup – mistrzostwo CHL: 2010